# 長谷川洸
長谷川 洸（はせがわ こう、1995年5月16日 - ）は、東京都世田谷区出身のプロサッカー選手。Jリーグ・モンテディオ山形所属。ポジションはゴールキーパー（GK）。

## 来歴
東京ヴェルディのアカデミー出身。高校卒業後は日本体育大学へ進学。2015年と2016年の2度、東京ヴェルディに特別指定選手として登録された。2018年より東京ヴェルディへ加入。公式戦出場はなく、2020年シーズン終了をもって退団した。
2021年よりモンテディオ山形に移籍。2021年は1試合もベンチ入りせずに終了した。
2022年は前半戦はベンチ入り出来なかったが、藤嶋栄介が大怪我をしたため以降全試合でベンチ入りを続けた。後藤雅明が全試合に出場したため出番はなかった。
2023年は藤嶋の怪我が続いている事もあり2番手としてベンチ入りを続けていると、4月22日の古巣東京ヴェルディ戦で後藤に代わり先発出場でプロ6年目でJリーグデビューを果たし、好セーブを連発しチームの連敗ストップに貢献した。

## 所属クラブ
- - 2007年 砧少年サッカーチーム
- 2008年 - 2010年 FCトッカーノU-15
- 2011年4月 - 同年9月 東京ヴェルディユース
- 2011年10月 - 2012年3月 ヴェルディS.S.相模原ユース
- 2012年4月 - 2013年 東京ヴェルディユース
- 2014年 - 2017年 日本体育大学
  - 2015年 - 2016年  東京ヴェルディ (特別指定選手)
- 2018年 - 2020年  東京ヴェルディ
- 2021年 -  モンテディオ山形

## 個人成績
| 国内大会個人成績 | 国内大会個人成績 | 国内大会個人成績 | 国内大会個人成績 | 国内大会個人成績 | 国内大会個人成績 | 国内大会個人成績 | 国内大会個人成績 | 国内大会個人成績 | 国内大会個人成績 | 国内大会個人成績 | 国内大会個人成績 |
| 年度             | クラブ           | 背番号           | リーグ           | リーグ戦         | リーグ戦         | リーグ杯         | リーグ杯         | オープン杯       | オープン杯       | 期間通算         | 期間通算         |
| 年度             | クラブ           | 背番号           | リーグ           | 出場             | 得点             | 出場             | 得点             | 出場             | 得点             | 出場             | 得点             |
| 日本             | 日本             | 日本             | 日本             | リーグ戦         | リーグ戦         | リーグ杯         | リーグ杯         | 天皇杯           | 天皇杯           | 期間通算         | 期間通算         |
| ---------------- | ---------------- | ---------------- | ---------------- | ---------------- | ---------------- | ---------------- | ---------------- | ---------------- | ---------------- | ---------------- | ---------------- |
| 2018             | 東京V            | 34               | J2               | 0                | 0                | -                | -                | 0                | 0                | 0                | 0                |
| 2019             | 東京V            | 34               | J2               | 0                | 0                | -                | -                | 0                | 0                | 0                | 0                |
| 2020             | 東京V            | 41               | J2               | 0                | 0                | -                | -                | -                | -                | 0                | 0                |
| 2021             | 山形             | 16               | J2               | 0                | 0                | -                | -                | 0                | 0                | 0                | 0                |
| 2022             | 山形             | 16               | J2               | 0                | 0                | -                | -                | 0                | 0                | 0                | 0                |
| 2023             | 山形             | 16               | J2               | 4                | 0                | -                | -                | 2                | 0                | 6                | 0                |
| 2024             | 山形             | 16               | J2               | 0                | 0                | 0                | 0                | 0                | 0                | 0                | 0                |
| 2025             | 山形             | 16               | J2               |                  |                  |                  |                  |                  |                  |                  |                  |
| 通算             | 日本             | 日本             | J2               | 4                | 0                | 0                | 0                | 2                | 0                | 6                | 0                |
| 総通算           | 総通算           | 総通算           | 総通算           | 4                | 0                | 0                | 0                | 2                | 0                | 6                | 0                |

- 2015年・2016年、特別指定選手としての出場はなし

## 代表歴
- 2015年 - 関東大学選抜
- 2016年 - 全日本大学選抜、関東大学選抜
- 2017年 - ユニバーシアード日本代表（バックアップ）